# Buslijn 13 (Haaglanden)
Buslijn 13 van HTM is een voormalige buslijn in de regio Haaglanden, in de Nederlandse provincie Zuid-Holland.

## Geschiedenis
Op 1 november 1955 werd een buslijn 36 ingesteld als aansluitend vervoer van tramlijn 15. De route liep van het Soestdijkseplein over de Vreeswijkstraat en de Meppelweg naar de Dedemsvaartweg en in november 1957 werd deze lijn naar de Bouwlustlaan/Meppelweg verlengd. Lijn 36 was bedoeld als voorloper van de verlenging van meerdere tramlijnen naar de zuidwestelijke uitbreidingswijken. De HTM had hiervoor verlengingen van de tramlijnen 13 en 15 op het oog (gehad) maar koos uiteindelijk, meer dan 20 jaar later, voor verlenging van de lijn 6 en 9. Op 30 april 1958 werd lijn 36 omgenummerd in 15 waarbij de gehele route van de op die dag opgeheven tramlijn 15 erbij werd genomen. De nieuwbouwwijken in de Escamppolder groeiden zodat er ook over de Erasmusweg openbaar vervoer nodig was. Er werd in 1967 een afsplitsing van lijn 15 in gebruik genomen die over de Leyweg werd gevoerd en bij de kruising met de Erasmusweg deze weg vervolgde tot een eindpunt bij de Pachtersdreef. Deze kreeg het lijnnummer 13.

### 1967-2007
- 29 oktober 1967: De eerste instelling van lijn 13 vond plaats op het traject Jozef Israëlsplein - Pachtersdreef. Lijn 13 was een afsplitsing van lijn 15 voor wat betreft het traject in Morgenstond en Bouwlust.
- 20 januari 1973: Het eindpunt Pachtersdreef werd verlegd naar Erasmusweg/Lozerlaan.
- mei 2007: Lijn 13 wordt omgenummerd in 20 en wat betreft dienstregeling gecombineerd met lijn 21 (ex. buslijn 14) zodat op het gezamenlijk traject (HagaZiekenhuis, locatie Leyweg - Groot Hertoginnelaan/Valeriusstraat) een hogere frequentie wordt aangeboden. Deze wijziging had mede te maken met het streven de nummering van bus- en tramlijnen doorzichtiger te maken: de lagere nummers werden bestemd voor de tramlijnen en de hogere voor de buslijnen. Zie verder lijn 20, 4de indienststelling.